# Tandy Video Information System
Il Tandy Memorex Visual Information System (VIS) è un lettore stand-alone di CD-ROM a contenuti multimediali e interattivi prodotto dalla Tandy Corporation a partire dal 1992. Possedeva funzionalità simili al Philips CD-i ed al Commodore CDTV.
Come il CDTV anche il VIS era un adattamento di una piattaforma e di un sistema operativo esistente con un design di tipo Set-top box.
Il VIS fu venduto solamente nei negozi della catena RadioShack con il marchio Memorex. Entrambi i brand infatti erano posseduti all'epoca dalla Tandy.
Non fu un prodotto di successo dato che secondo alcune fonti ne furono venduti meno di 11000 esemplari.

## Modular Windows
Il Modular Windows è una versione speciale del sistema operativo Microsoft Windows 3.1, progettato per essere eseguito sul Tandy Video Information System.
L'obiettivo della Microsoft era quello di sviluppare un sistema operativo per i Sistemi embedded e specialmente quelli che potevano essere connessi alla televisione. Tuttavia il VIS è l'unico prodotto conosciuto ad usare questo sistema operativo.

## Specifiche
Il sistema è composto da:
- CPU: Intel 80286
- Video System: Cirrus Logic
- Sound System: Yamaha
- Chipset: NCR Corporation
- CDROM ×2 IDE by Mitsumi
- OS: Microsoft Modular Windows